# Рязапов, Равиль Хасанович
Рави́ль Хаса́нович Ряза́пов (23 апреля 1948, Петропавловск — 28 августа 2021, там же) — советский, казахстанский агроном

; заслуженный агроном, почётный гражданин города Петропавловска (2000), имам.

## Биография
Родился 23 апреля 1948 года в Петропавловске.
В школьные годы занимался в кружке юннатов под руководством биолога К. П. Кирьяковой. Работал на мясоконсервном комбинате (ноябрь 1963 — январь 1965), на заводе им. Куйбышева (февраль — июнь 1965) Петропавловска рабочим. С июня 1965 по ноябрь 1971 — мастер по озеленению Петропавловского мясоконсервного комбината, с ноября 1973 по апрель 1974 — рабочий оранжереи Петропавловска.
В 1974 году окончил Омский сельскохозяйственный институт по специальности «агроном плодоовощеводства»; в 1974—1998 годы работал в оранжерее Петропавловска (агроном, с января 1983 — старший агроном, с июня 1991 — ведущий агроном). За эти годы создал, по существу, малый ботанический сад на 17 гектарах.
В советское время был членом главного выставочного комитета ВДНХ, благодаря чему из разных стран привозил новые ценные экспонаты для ботанического сада.
В 1990-е годы сохранил (в том числе за счёт личных средств) ботанический сад и уникальные растения. В настоящее время ботанический сад в Петропавловске является крупнейшим в Казахстане, в его коллекции 2875 видов растений.
С мая 1998 по декабрь 2009 года — руководитель экоцентра «Табиғат балалары» (рус. Дети природы), в котором студентам и школьникам предоставлена возможность непосредственных наблюдений зелёного мира и животных. С декабря 2009 по 2012 год — директор ГККП «Қызылжар оранжереясы» (Петропавловск). Его увольнение с должности директора ботанического сада «Қызылжар оранжереясы» в 2012 году вызвало большой общественный резонанс.
Был одним из инициаторов создания зелёного кольца вокруг Петропавловска, а также создателем самого экзотического зимнего сада в Казахстане.
В 2017 году приглашён на должность научного консультанта в Ботаническом саду Астаны для оказания методической помощи по созданию разных климатических зон.
Избирался депутатом Петропавловского городского совета, общественным руководителем совета агрономов города, членом совета общества охраны природы. Входил в состав правления татаро-башкирского культурного центра, является одним из инициаторов культурного возрождения татаро-башкирской диаспоры. Являлся председателем Правления общины мусульман и имамом мечети «Дин-Мухаммад».
Умер 28 августа 2021 года в Петропавловске от пневмонии.

### Семья
Супруга — Залия Хамитовна Рязапова
Сын — Артур, директор КГП «Қызылжар оранжереясы».
Сын — Амир
Дочь — Азалия

## Научная деятельность
Кандидат сельскохозяйственных наук. Профессор биологии СКГУ им. М.Козыбаева (с 2002).

## Награды и признание
- Заслуженный агроном (1990)[2].
- Отличник образования (1997)[2].
- звание «Почётный гражданин города Петропавловска» (28.6.2000)[2][11].
- диплом «За высокое профессиональное мастерство и работу на благо страны» и орден в виде Георгиевского креста с надписью на лицевой стороне «Лучшие люди» с внесением в международную энциклопедию «Лучшие люди» (2016)[3].